# Lasse Heikkilä
Temple de la renommée finlandais : 1986
Lasse Heikkilä est un joueur et entraineur professionnel finlandais de hockey sur glace.

## Carrière en club
Il commence sa carrière avec le Karhut Pori. Puis il fait une carrière d'entraineur avec le Ässät Pori
Il est admis au Temple de la renommée du hockey finlandais en 1986 en tant qu'entraineur.

## Statistiques
| Saison  | Équipe      | Ligue    |    | Saison régulière | Saison régulière | Saison régulière | Saison régulière | Saison régulière |   | Séries éliminatoires | Séries éliminatoires | Séries éliminatoires | Séries éliminatoires | Séries éliminatoires |
| Saison  | Équipe      | Ligue    | PJ | B                | A                | Pts              | Pun              | PJ               | B | A                    | Pts                  | Pun                  |                      |                      |
| 1961-62 | Karhut Pori | SM-sarja | 18 | 13               | 11               | 24               | 11               | -                | - | -                    | -                    | -                    |                      |                      |
| 1962-63 | Karhut Pori | SM-sarja | 8  | 0                | 0                | 0                | 2                | -                | - | -                    | -                    | -                    |                      |                      |
| 1963-64 | Karhut Pori | SM-sarja | 18 | 3                | 2                | 5                | 9                | -                | - | -                    | -                    | -                    |                      |                      |
| 1964-65 | Karhut Pori | SM-sarja | 17 | 2                | 0                | 2                | 6                | -                | - | -                    | -                    | -                    |                      |                      |

## Trophée et honneur
- 1986 : Admit au Temple de la renommée du hockey finlandais